# Somatokrinin
Somatokrinin ili somatoliberin (naziva se i hormon koji oslobađa hormon rasta) je hormon koji nastaje u stanicama hipotalamusa, te potiče oslobađanje hormona rasta u hipofizi.
Somatoliberin je peptidni hormon koji se sastoji od 44 aminokiseline. Somatoliberin nastaje u neuronima nukleusa arkuatusa (lat. nucleus arcuatus) hipotalamusa. Neuroni na svojim živčanim okončinama izlučuju somatoliberin u hipotalamus-hipofizni portalni krovotok, kojime se prenose do prednjeg režnja hipofize gdje se vežu na receptor za hormon koji oslobađa hormon rasta (engl. growth hormone releasing hormone receptor).